# Caïn tuant Abel (Le Tintoret)
Caïn tuant Abel ou Le Meurtre d'Abel (en italien Caino uccide Abele) est un tableau du peintre vénitien Le Tintoret réalisé vers 1550-1553 et conservé aux Galeries de l'Académie de Venise.

## Histoire
L'œuvre picturale provient de la Scuola della Santissimo Trinità à Venise. En 1812, il a été acheté par les Gallerie dell'Accademia, où il se trouve toujours.

## Sujet
La scène en question est celle du premier meurtre décrit dans le Livre de la Genèse. Caïn et Abel étaient deux frères, fils d'Adam et Ève. Caïn était  fermier et Abel berger. Dieu préférait les sacrifices d'Abel à ceux de Caïn. Caïn, très envieux de son frère, l'appelle avec lui, et avec un outil et une grande violence il frappe son frère avec sa main droite, tenant la tête d'Abel avec sa main gauche. 

## Description
Abel est placé sur un muret qui représente l'autel du sacrifice. Le peintre Antonio Zucchi, dans une estampe de 1700, atteste qu'une partie du tableau dans lequel le Père Éternel chasse Caïn au ciel a été découpée.

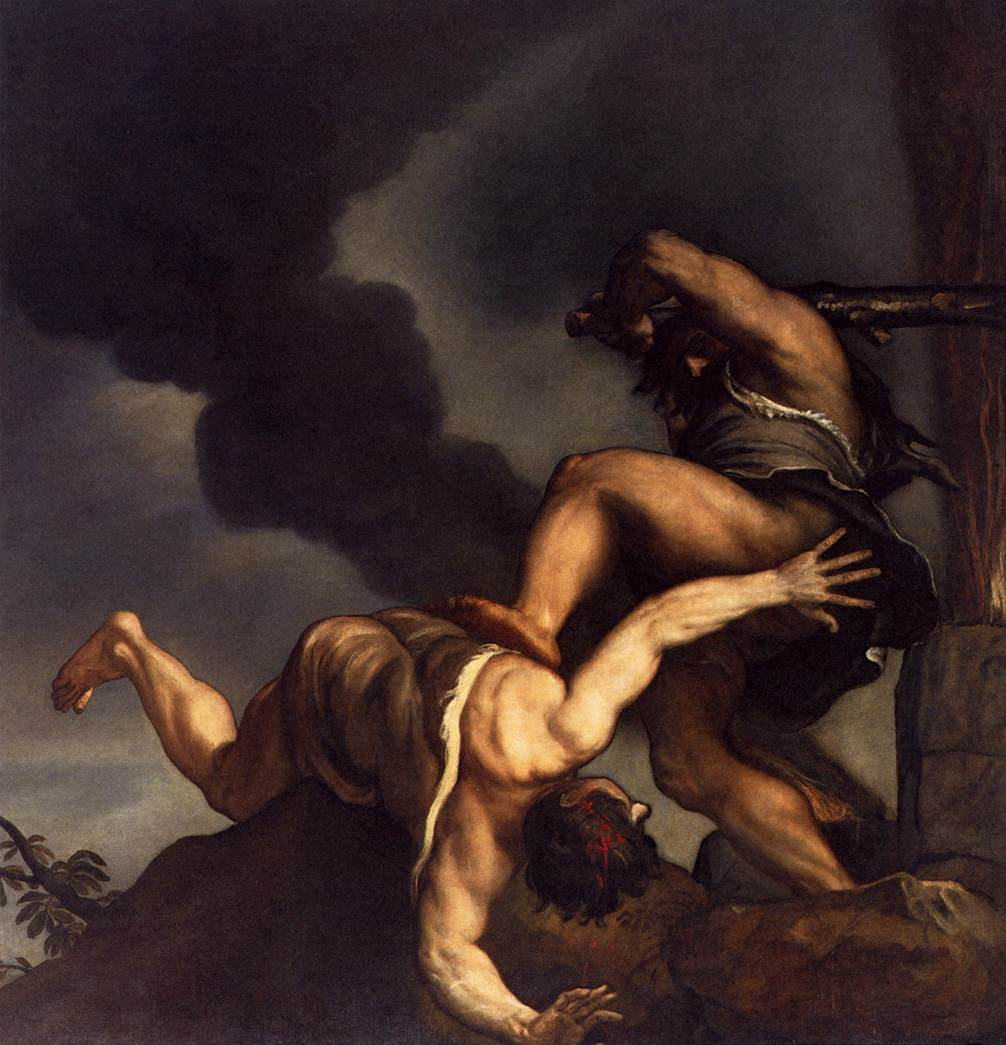
Caïn tue Abel, version du Titien (1543-1545).

## Source de traduction
- (it) Cet article est partiellement ou en totalité issu de l’article de Wikipédia en italien intitulé « Caino uccide Abele (Tintoretto) » (voir la liste des auteurs).